# Coelogynopora erotica
Coelogynopora erotica är en plattmaskart som beskrevs av Nathan Wendell Riser 1981. Coelogynopora erotica ingår i släktet Coelogynopora och familjen Coelogynoporidae. Inga underarter finns listade i Catalogue of Life.